# Monkie Kid
 (octobre 2023).
La mise en forme du texte ne suit pas les recommandations de Wikipédia : il faut le « wikifier ».
Les points d'amélioration suivants sont les cas les plus fréquents :
- Les titres sont pré-formatés par le logiciel. Ils ne sont ni en capitales, ni en gras.
- Le texte ne doit pas être écrit en capitales (les noms de famille non plus), ni en gras, ni en italique, ni en « petit »…
- Le gras n'est utilisé que pour surligner le titre de l'article dans l'introduction, une seule fois.
- L'italique est rarement utilisé : mots en langue étrangère, titres d'œuvres, noms de bateaux, etc.
- Les citations ne sont pas en italique mais en corps de texte normal. Elles sont entourées par des guillemets français : « et ».
- Les listes à puces sont à éviter, des paragraphes rédigés étant largement préférés. Les tableaux sont à réserver à la présentation de données structurées (résultats, etc.).
- Les appels de note de bas de page (petits chiffres en exposant, introduits par l'outil «  Source ») sont à placer entre la fin de phrase et le point final[comme ça].
- Les liens internes (vers d'autres articles de Wikipédia) sont à choisir avec parcimonie. Créez des liens vers des articles approfondissant le sujet. Les termes génériques sans rapport avec le sujet sont à éviter, ainsi que les répétitions de liens vers un même terme.
- Les liens externes sont à placer uniquement dans une section « Liens externes », à la fin de l'article. Ces liens sont à choisir avec parcimonie suivant les règles définies. Si un lien sert de source à l'article, son insertion dans le texte est à faire par les notes de bas de page.
- La présentation des références doit suivre les conventions bibliographiques. Il est recommandé d'utiliser les modèles {{Ouvrage}}, {{Chapitre}}, {{Article}}, {{Lien web}} et/ou {{Bibliographie}}. Le mode d'édition visuel peut mettre en forme automatiquement les références.
- Insérer une infobox (cadre d'informations à droite) n'est pas obligatoire pour parachever la mise en page.

Pour une aide détaillée, merci de consulter Aide:Wikification.
Si vous pensez que ces points ont été résolus, vous pouvez retirer ce bandeau et améliorer la mise en forme d'un autre article.
Monkie Kid est une série télévisée d'animation inspirée de Sun Wukong et La Pérégrination vers l'Ouest et produite par Flying Bark Productions. Elle est dérivée de la gamme homonyme du jeu de construction Lego.
La diffusion de la série a débuté sur le 29 mai 2020 en Chine et sur TV3 en Malaisie le 13 septembre 2020.
En France, la série est diffusée du 12 novembre 2022 au 1er septembre 2023 sur Cartoon Network.

## Synopsis
La série raconte l'histoire de Monkie Kid (MK) et ses amis, luttant contre divers démons qui tentent de s'emparer de Megapolis.

## Distribution

### Voix originales[2]
- Jack DeSena : Monkie Kid, Propriétaire du magasin (2de voix)
- Stephanie Sheh : Mei, Mo, L'Acolyte, Mme Dragon, Jing
- Dave B. Mitchell : Pigsy, Démon d'Argent, Démons d'Encre, Yellowtusk, Zhu Bajie, Tudi, Gardien du Savoir
- Patrick Seitz : Sandy, Strong Spider, Sha Wujing, Rois du Monde Souterrain, Propriétaire du magasin (3e voix)
- David Chen : Tang, Démons d'Encre, Grand-père Fantôme, Le Commentateur
- Seán Schemmel : Roi Singe, Démon d'Or, Syntax, Kui Mulang
- Steven Blum : Roi Démon Buffle, ses clones, Huntsman, Le Maire, M. Dragon, Propriétaire du magasin (1re voix)
- Gwendoline Yeo : Princesse Vent d'Acier
- Kyle McCarley : Fils Rouge
- Victoria Grace : Démon comptable, Dame Démos'Os, L'Assistant
- Kimberly Brooks : Reine Araignée, Gardien du Savoir
- Billy Kametz : Macaque (1re voix), Démons d'Encre
- Alejandro Saab : Macaque (2de voix)
- Michaela Dietz : Reine Scorpion
- Michael Sinterniklaas : Démon Poisson Rouge, Ao Lie
- Christopher Sabat : Lion d'Azur, Liu Boqin
- Meli Grant : Démons d'Encre, Peng
- Johnny Yong Bosch : Démons d'Encre, Ne Zha
- Emi Lo : Chang'e
- James Sie : Ao Guang, Maître Subodhi
- Keone Young : L'Empereur de Jade

### Voix françaises[3]
- Sébastien Hébrant : Monkie Kid
- Lise Leclercq : Mei
- Peppino Capotondi : Tang
- Jean-Philippe Lejeune : Pigsy
- Pierre Lognay : Sandy
- Michel Hinderyckx : Roi Démon Buffle
- Didier Colfs : Fils Rouge
- Thierry Gondet: Macaque, Sun Wukong

Source : Générique de fin français

## Épisodes

### Saison 1 (2020)
1. Mauvais temps (Bad Weather)
2. Clonage et carnage (Duplicatnation)
3. À la maison (Coming Home)
4. Le dîner de la mort (Noodles or Death)
5. Le Calabash (Calabash)
6. La course du grand mur (The Great Wall Race)
7. Livraison impossible (Impossible Delivery)
8. La clé squelette (Skeleton Key)
9. Macaque (Macaque)
10. C'est la fin ! (The End is Here!)

### Saison 2 (2021)
1. Dodo Bug (Sleep Bug)
2. Attaque de ravioli (Dumpling Destruction)
3. Pigsy et le ping pong, panique à bord ! (Pig Pong Panic)
4. Doux et Amer (Sweet 'n' Sour)
5. En mode mineur (Minor Scale)
6. Leçon en jeu (Game On)
7. Théâtre d'ombres (Shadow Play)
8. Chasse à la fleur (To Catch a Leaf)
9. 72 Transformations (72 Transformations)
10. C'est la fin ! (This is the End!)

### Saison 3 (2022)
1. En cavale (On the Run)
2. Le Grand Dragon de l'Est (Great Grand Dragon of the East)
3. Intello Kid (Smartie Kid)
4. Du côté des gagnants (The Winning Side)
5. Les règles de l'amnésie (Amnesia Rules)
6. Le premier anneau (The First Ring)
7. Cuisiner avec Chang'e (Cooking with Chang'e)
8. Mis à l'écart (Benched)
9. Le Roi, le Prince et l'Ombre (The King, the Prince, and the Shadow)
10. Le Feu de Samadhi (The Samadhi Fire)

### Saison 4 (2023)
1. Contes Familiers (Familiar Tales)
2. Nouvelles aventures (New Adventures)
3. Le Grand Homme Tang (The Great Tang Man)
4. Pig-nappé (Pig-Napped!)
5. La Cour du Démon à la Robe jaune (Court of the Yellow Robed Demon)
6. Montre-moi le monstre (Show Me the Monster)
7. Créatures pitoyable (Pitiful Creatures)
8. La Confrérie (The Brotherhood)
9. Rôti des Monkie Kids (Roast of the Monkie Kids)
10. l'Empereur de Jade (The Jade Emperor)

### Épisodes spéciaux
- Naissance d'un héros (A Hero is Born)
- La Revanche de la Reine Araignée (Revenge of the Spider Queen)
- Accepte ton destin (Embrace Your Destiny)
- La colère de l'Empereur (The Emperor's Wrath)

## Diffusion
La diffusion de la série a débuté sur le 29 mai 2020 en Chine et sur TV3 en Malaisie le 13 septembre 2020. La série est diffusée sur Channel 5 de Mediacorp à Singapour. La série est diffusée sur Amazon Kids+ dans de nombreux pays depuis le 9 septembre 2021.
En France, la série est diffusée du 12 novembre 2022 au 1er septembre 2023 sur Cartoon Network.

## Réception
Stephanie Morgan, de Common Sense Media, a attribué à la série une note de trois étoiles sur cinq et a commenté : "Cette série animée Lego est rapide, pleine de suspense et frénétique, autant d'éléments qui attireront les jeunes téléspectateurs amateurs de héros. Les épisodes de Lego Monkie Kid sont courts, en général une dizaine de minutes, mais chacun d'entre eux parvient à raconter une histoire satisfaisante et à susciter quelques rires. Malheureusement, certains de ces rires proviennent d'une violence légère, d'injures ou de cris. Les leçons sous-jacentes sont également délivrées sous forme de messages contradictoires. Par exemple, MK casse quelque chose et dit que "pour être un héros, il faut reconnaître ses erreurs", mais ne parvient pas à admettre ce qu'il a fait. Dans l'ensemble, les parents n'en ont pas pour leur argent, mais votre enfant sera probablement captivé par l'animation de haute qualité et les personnages sympathiques."

## Récompenses et nominations
En octobre 2021, Lego Monkie Kid a été nommé dans la catégorie "Production de série animée de l'année" aux 20e Screen Producers Australia Awards, ainsi que dans la catégorie "Animation Ages 11-17" aux Banff Rockie Awards 2022.
En décembre 2022, le réalisateur de Lego Monkie Kid, Simon Lucas, a reçu le prix de la "meilleure réalisation en animation" lors des 2022 Australian Directors' Guild Awards.